# Gimmerfjärden
Gimmerfjärden är en sjö i Oskarshamns kommun i Småland och ingår i Marströmmen-Viråns kustområde. Sjön har en area på 0,0691 kvadratkilometer och ligger 1,9 meter över havet.

## Delavrinningsområde
Gimmerfjärden ingår i det delavrinningsområde (637364-155203) som SMHI kallar för Rinner mot Ärnöområdet sek namn. Medelhöjden är 7 meter över havet och ytan är 8,09 kvadratkilometer. Det finns inga avrinningsområden uppströms utan avrinningsområdet är högsta punkten. Avrinningsområdets utflöde mynnar i havet, utan att ha någon enskild mynningsplats. Avrinningsområdet består mestadels av skog (75 procent) och öppen mark (10 procent). Avrinningsområdet har 0,25 kvadratkilometer vattenytor vilket ger det en sjöprocent på 3,1 procent.